# Трансгуманистическая политика
Трансгуманистическая политика это спектр политических идеологий в рамках трансгуманизма, направленных на улучшение жизни людей с помощью использования и развития технологий.
Трансгуманисты обычно поддерживают радикальное продление жизни, технологии улучшения человека, исследование и колонизацию космоса, права человека, устойчивое развитие, техногайянизм и повышение мирового уровня жизни с помощью технологий, науки, образования, децентрализации, и справедливой власти.

## История
Согласно словам Джеймса Хьюза, трансгуманистическая политика является частью трехсотлетней истории, которая началась с Эпохи просвещения, когда люди начали поддерживать демократию, права человека и использование науки и технологии вместо магии и предрассудков.
В 2012 году итальнец  Джузеппе Ватинно стал первым политиком в Европе и мире, который открыто назвал себя трансгуманистом.
В том же году Партия продления жизни — движение, описываемое сооснователем Марией Коноваленко как «100 % трансгуманистическое», начало организовывать создание реальной политической партии.
В 2013 Annalee Newitz предложил создать Космическую Партию,
и в 2014 политическое движение называющее себя Космической Партией и считающее себя трансгуманистами было создано.
В течение промежуточных выборов в США в 2014, Gabriel Rothblatt был первым трансгуманистом который баллотировался в Конгресс США.
В Октябре 2014 Золтан Иштван анонсировал свой план по созданию Трансгуманистической Партии и о том, что он планирует баллотироваться в Президенты США в выборах 2016 года.
В течение декабря 2014 началось создание трансгуманистических партий в Великобритании и Европейском Союзе, а в январе 2015 Британская Трансгуманистическая партия выпустила Манифест Трансгуманистической Партии.

## Базовые ценности
Трансгуманисты верят в трансформацию условий жизни человека через развитие и обеспечение доступа к технологиям, позволяющим улучшить интеллектуальные, физические и психологические способности.
Исходя из проведённого Европейским Парламентом в 2006 году исследования, трансгуманизм это политическое выражение идеологии того, что технологии должны использоваться для улучшений способностей человека. Как считает Эймон Тваймен из Института этики и новых технологий, политическими философиями, которые так или иначе поддерживают трансгуманизм, являются социальный футуризм, техно-прогрессивизм, техно-либертарианство и анархо-трансгуманизм. Эти философии коллективно создают политический трансгуманизм. Демократический трансгуманизм, близкий к техно-прогрессивизму,
имеет разногласия с либертарианским трансгуманизмом о роли государства в обществе, но оба соглашаются, что технологии могут улучшить жизнь людей и законы не должны мешать технологическому прогрессу.
Демократические трансгуманисты поддерживают равный доступ к технологиям улучшения человека как способ развития социального равенства и предотвращения того, что технологии увеличат разрыв между социальными классами.
С другой стороны, либертарные трансгуманисты отвергают государственное регулирование здравоохранения, которое предлагает технологии улучшения человека, потому что они боятся, что любое государственное вмешательство будет направлять или ограничивать их выбор.
Riccardo Campa написал о том, что трансгуманизм может быть совмещён со многими разными политическими, философскими и религиозными взглядами, и это разнообразие может быть полезным, до тех пор пока трансгуманисты не будут давать преимущества своим существующим предпочтениям по отношению к организованному трансгуманистическому движению.

## Трансгуманистическая Партия
Трансгуманистическая Партия — это интернациональное политическое движение основанное на философии трансгуманизма, включая политический фокус на науке, медицине и технологии, позволяющей улучшить человека. Амон Твайман, бывший в 2015 г. руководителем Партии трансгуманистов Британии, написал, что сила развития трансгуманистических партий лежит в народных акциях тысяч трансгуманистов, которые могут быть организованы и политически мобилизованы для единой цели, и эта цель не в замене технологического прогресса политикой, но в использовании политики для того, чтобы технологии улучшали мир. В интервью журналу Vice  лондонский трансгуманист Дэвид Вуд заявил, что Британская Трансгуманистическая Партия прогрессивна социально и экономически и склоняется к децентрализации.

### Выборы президента США 2016
Золтан Иштван объявил, что он баллотируется на выборах 2016 года на должность президента США от Трансгуманистической Партии. Цель избирательной кампании Иштвана в том, чтобы пропагандировать преимущества исследований в области радикального продления жизни, уменьшение экзистенциальных рисков и убеждение общества в том, что наука и технологические инновации могут радикально улучшить человека в рамках нации и всего человечества.
По заявлению Иштвана, Трансгуманистическая Партия имеет три главных цели в своей политической программе:
1. Сделать все возможное, чтобы прекрасные ученые и технологи Америки имели ресурсы для предотвращения старения и смерти людей в течение 15-20 лет — цель, которая, как многие ведущие ученые считают, вполне достижима.
2. Создание культурного мировоззрения в Америке о том, что создание радикальных технологий и наук в лучших интересах американской нации и человечества в целом.
3. Создание национальных и глобальных программ по обеспечению безопасности людей от использования технологий в агрессивных целях и других планетарных угроз, которые мы можем встретить на пути в трансгуманистическую эру человечества.[14][29][31]

Трансгуманистический писатель и бывший профессор Техасского Университета, John G. Messerly, выразил свою поддержку политическому дебюту Иштвана потому, что социальное и политическое окружение должно поддерживать трансгуманизм для того, чтобы человечество могло эволюционировать с большим интеллектом и моральностью.

## Анархо-трансгуманизм
Анархо-трансгуманизм — это политическая идеология, синтезирующая анархизм и трансгуманизм, которая заботится как о социальной, так и о физической свободе соответственно. Анархо-трансгуманисты определяют свободу как расширение способности человека воздействовать на окружающий его мир. Анархо-трансгуманисты могут продвигать различные практики для достижения своих идеалов, включая компьютерный хакинг, трехмерную печать или биохакинг.
Эта философия во многом опирается на индивидуалистический анархизм Уильяма Годвина, Макса Штирнера и Вольтэрин де Клейр, а также на киберфеминизм, представленный Донной Харауэй в ее "Манифесте киборга". Анархо-трансгуманистическая мысль рассматривает вопросы, связанные с телесной автономией, инвалидностью, гендером, нейроразнообразием, квир-теорией, наукой, свободным ПО и сексуальностью, представляя критику эйблизма, цисгетеропатриархата и примитивизма через анархистскую и трансгуманистическую призму. Большая часть ранней анархо-трансгуманистической мысли была ответом на анархо-примитивизм. Анархо-трансгуманизм может интерпретироваться либо как критика, либо как расширение гуманизма, поскольку он бросает вызов тому, что значит быть человеком.
Анархо-трансгуманисты также критикуют неанархические формы трансгуманизма, такие как демократический трансгуманизм и либертарианский трансгуманизм, как несостоятельные и нежизнеспособные из-за их сохранения государства. Они рассматривают такие инструменты власти как по сути неэтичные и несовместимые с ускорением социальной и материальной свободы для всех индивидов. Анархо-трансгуманизм в целом антикапиталистичен, утверждая, что капиталистическое накопление богатства приведет к антиутопии, в то время как в сочетании с трансгуманизмом он выступает за равный доступ к передовым технологиям, которые обеспечивают морфологическую свободу и космические путешествия.
Анархо-трансгуманистский философ Уильям Гиллис призывал к «социальной сингулярности», или трансформации морали человечества, которая дополнит технологическую сингулярность. Эта социальная сингулярность обеспечит, чтобы никакое принуждение не потребовалось для поддержания порядка в будущем обществе, где люди, вероятно, получат доступ к смертоносным формам технологий.

## Либертарианский трансгуманизм
Либертарианский трансгуманизм — это политическая идеология, синтезирующая либертарианство и трансгуманизм.
Самоидентифицируемые либертарианские трансгуманисты, такие как Рональд Бейли из журнала Reason и Гленн Рейнольдс из Instapundit, являются сторонниками заявленного «права на улучшение человека», которые утверждают, что свободный рынок является лучшим гарантом этого права, утверждая, что он обеспечивает большее процветание и личную свободу, чем другие экономические системы.

### Принципы
Либертарианские трансгуманисты считают, что принцип самопринадлежности - самая фундаментальная идея, из которой проистекают и либертарианство, и трансгуманизм. Они являются разумными эгоистами и этическими эгоистами, которые рассматривают перспективу использования новейших технологий для расширения человеческих возможностей, что, по их мнению, проистекает из эгоистичного применения разума и воли в контексте индивидуальной свободы для достижения постчеловеческого состояния полного физического, психического и социального благополучия, а не просто отсутствия болезней или немощи. Они расширяют этот рациональный и этический эгоизм, чтобы защитить форму «биолибертарианства».
Как строгие гражданские либертарианцы, либертарианские трансгуманисты считают, что любая попытка ограничить или подавить заявленное право на улучшение человека является нарушением гражданских прав и гражданских свобод. Однако, будучи строгими экономическими либертарианцами, они также отвергают предлагаемую государственную политику регулируемых правительством и застрахованных технологий улучшения человека, которые пропагандируются демократическими трансгуманистами, потому что они опасаются, что любое вмешательство государства будет направлять или ограничивать их выбор.
Экстропианство, самое раннее течение трансгуманистической мысли, определенное в 1988 году философом Максом Мором, первоначально включало в свои принципы анархо-капиталистическую интерпретацию концепции "спонтанного порядка", в которой говорится, что свободная рыночная экономика обеспечивает более эффективное распределение общественных ресурсов, чем любая плановая или смешанная экономика может достичь. В 2000 году, пересматривая принципы экстропии, Мор, казалось, отказывался от либертарианства в пользу современного либерализма и опережающей демократии. Однако многие экстропианцы остались либертарианскими трансгуманистами.

### Критика
Критика техно-утопизма либертарианских трансгуманистов со стороны прогрессивных культурных критиков включает эссе Ричарда Барбрука и Энди Камерона 1995 года «Калифорнийская идеология»; книгу Марка Дери 1996 года «Скорость побега: киберкультура в конце века»; и книгу Паулины Борсук 2000 года «Киберсельфиш: Критическая игра в ужасно либертарианской культуре высоких технологий».
Барбрук утверждает, что либертарианские трансгуманисты являются сторонниками калифорнийской идеологии, которые преследуют цель реакционного модернизма: экономический рост без социальной мобильности.  По словам Барбрука, либертарианские трансгуманисты невольно присваивают теоретическое наследие сталинского коммунизма, заменяя, среди прочего, «авангардную партию» на «дигерати», а «нового советского человека» «постчеловеком». Дери придумал пренебрежительную фразу «ненависть к телу», чтобы описать отношение либертарианских трансгуманистов и представителей киберкультуры, которые хотят сбежать от своей «мясной оболочки» посредством загрузки сознания в киберпространство. Борсук утверждает, что либертарианские трансгуманисты предаются субкультуре эгоизма, элитаризма и эскапизма.
Социолог Джеймс Хьюз - самый воинственный критик либертарианского трансгуманизма. Формулируя "демократический трансгуманизм" как социально-политическую программу в своей книге 2004 года «Гражданин киборг», Хьюз пытался убедить либертарианских трансгуманистов принять социал-демократию, утверждая, что:
1. Действия государства необходимы для противодействия катастрофическим угрозам трансгуманистических технологий;
2. Только правдоподобная и эффективная государственная политика по предотвращению неблагоприятных последствий от новых технологий убедит пугливую публику в том, что их не нужно запрещать;
3. Социальная политика должна прямо учитывать обеспокоенность общества тем, что трансгуманистические биотехнологии усугубят социальное неравенство;
4. Монополистическая практика и чрезмерно ограничительные законы об интеллектуальной собственности могут серьезно задержать развитие трансгуманистических технологий и ограничить их доступ;
5. Только сильное либерально-демократическое государство может гарантировать, что постлюдей не будут преследовать; а также
6. Либертарианские трансгуманисты (антинатуралисты) непоследовательны в аргументах в пользу свободного рынка на том основании, что это естественное явление.

Клаус-Герд Гизен, немецкий политолог, специализирующийся на философии технологий, написал критический анализ либертарианства, которое он приписывает всем трансгуманистам. Указывая на то, что работы экономиста австрийской школы Фридриха Хайека фигурируют практически во всех рекомендуемых списках для чтения экстропианцев, он утверждает, что трансгуманисты, убежденные в единственных достоинствах свободного рынка, выступают за беззастенчивый неэгалитаризм и беспощадную меритократию, которые в действительности могут быть сведены к биологическому фетишу. Он особенно критически относится к их продвижению научно-фантастической либеральной евгеники, яростно выступающей против любого политического регулирования генетики человека, где потребительская модель доминирует над их идеологией. Гизен приходит к выводу, что отчаяние в поиске социальных и политических решений сегодняшних социально-политических проблем побуждает трансгуманистов сводить все к наследственному гену, как фантазию о всемогуществе, которое можно найти в человеке, даже если это означает преобразование субъекта (человека) в новый проект (постчеловека).